# Indische Badmintonmeisterschaft 1993/94
Die Indische Badmintonmeisterschaft der Saison 1993/1994 fand Anfang 1994 in Lucknow statt. Es war die 58. Austragung der nationalen Titelkämpfe im Badminton in Indien.

## Finalergebnisse
| Disziplin    | Sieger                    | Finalist                             | Ergebnis   |
| ------------ | ------------------------- | ------------------------------------ | ---------- |
| Herreneinzel | Dipankar Bhattacharjee    | Sushant Saxena                       | 15-4, 15-2 |
| Dameneinzel  | Manjusha Pawangadkar      | Seema Bhandari                       |            |
| Herrendoppel | Bhushan Akut Vinod Kumar  | Ajay Kanwar Vijaydeep Singh          |            |
| Damendoppel  | Nancy Keith Sindhu Gulati | Manjusha Pawangadkar Madhumita Bisht |            |
| Mixed        | Anil Nair Archana Deodhar | Vinod Kumar Madhumita Bisht          |            |